# 天津滨海新区轨道交通投资发展有限公司
天津滨海新区轨道交通投资发展有限公司是中国天津滨海新区的一个城市轨道交通运营公司，前身为天津滨海新区建设投资集团有限公司轨道交通分公司，成立于2010年11月18日，作为天津滨海新区建设投资集团有限公司的全资子公司，该公司主要承担滨海新区规划中的Z1线、Z2线、Z4线和B2线四条轨道交通线的投资建设任务以及未来规划中的轨道交通线网实施任务。目前，天津滨海新区轨道交通投资发展有限公司主要承担京津城际铁路延伸线的终点站于家堡站综合交通枢纽工程的投资建设。

## 组织机构
天津滨海新区轨道交通投资发展有限公司目前下设前期部、合约部、工程部、财务部、招商运营部和综合办公室。

## 负责线路

### Z字头线路
作为连接天津中心城区与滨海新区的Z字头线路是天津地铁的市域线。Z字头线路目前规划有Z1、Z2、Z3、Z4四条市域线，为“两横两纵”布局结构。“两横”为分别位于海河南北两岸的Z1线和Z2线；“两纵”为沿天津南北中轴方向布设的Z3线和Z4线。目前，天津地铁Z1线规划全长为115公里，沿线经过子牙产业园、静海新城、团泊新城、天津南站、天津文化中心、天钢柳林地区、海河教育园区、津南新城、葛沽、响螺湾商务区、于家堡金融区等区域。天津地铁Z2线规划全长为115公里，沿线经过天津滨海国际机场、天津航空城、天津滨海高新技术产业开发区、天津市经济技术开发区、滨海西站、海洋高新区、北塘、中新生态城、滨海旅游区、中心渔港、汉沽等区域。天津地铁Z3线规划全长170公里，沿途主要经过海河中游地区，东丽湖、天津航空城、军粮城、大港、南港等区域。天津地铁Z4线规划全长65公里，沿途主要经过北塘、天津经济技术开发区、于家堡金融区、南部盐田新城、大港和南港等区域。等重要地区，全长65公里。